# Den osynlige mannen (TV-serie)

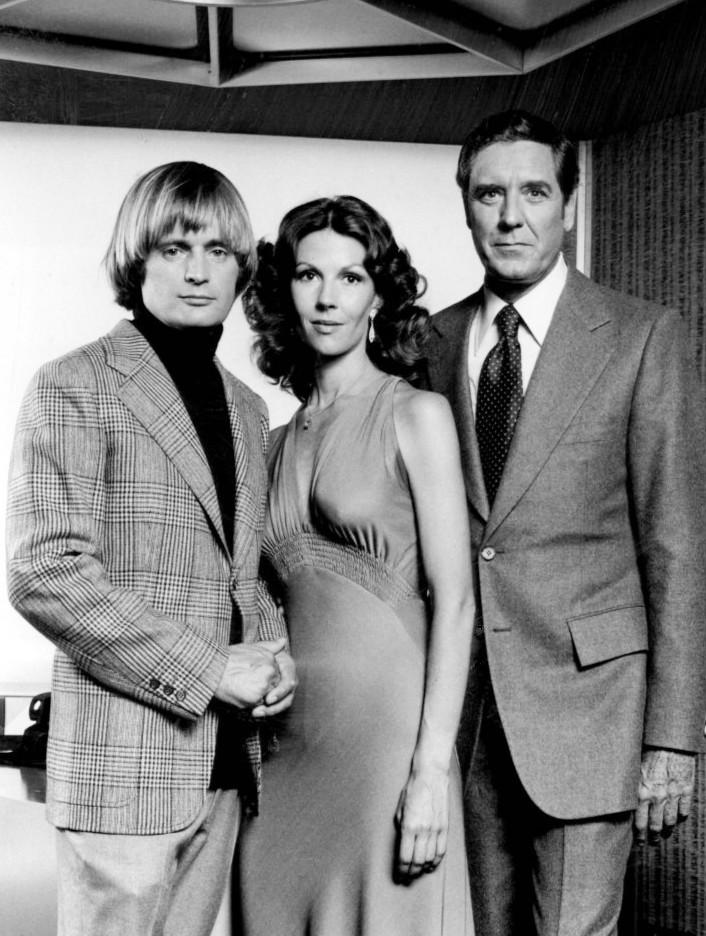
David McCallum, Melinda O. Fee och Craig Stevens i Den osynlige mannen.

Den osynlige mannen (original: The Invisible Man) är en amerikansk TV-serie som först sändes på NBC 1975. Serien kretsar kring forskaren Daniel Westin (David McCallum), som utsatts för någon ovanlig form av strålning och blivit osynlig. Westin hjälper i serien till med att klara upp stora brott för en hemlig organisation. Totalt producerades det 13 avsnitt, inklusive ett längre pilotavsnitt.
Avsnitt sex utspelas i Stockholm. I Sverige sändes serien i SVT2 hösten 1976 och i repris våren 1980. Hela serien har getts ut på DVD i USA 2011 i en box med 3 skivor.